# Lednice
Lednice (deutsch Eisgrub) ist eine Gemeinde mit 2366 Einwohnern im tschechischen Südmähren. Sie liegt am rechten Ufer der Thaya, acht Kilometer nordwestlich von Břeclav (Lundenburg) nahe der österreichischen Grenze und gehört dem Okres Břeclav bzw. dem Jihomoravský kraj (Südmährische Region) an. Lednice ist mit dem Schloss Lednice als Teil der Kulturlandschaft Lednice-Valtice in der Liste des UNESCO-Welterbes eingetragen.

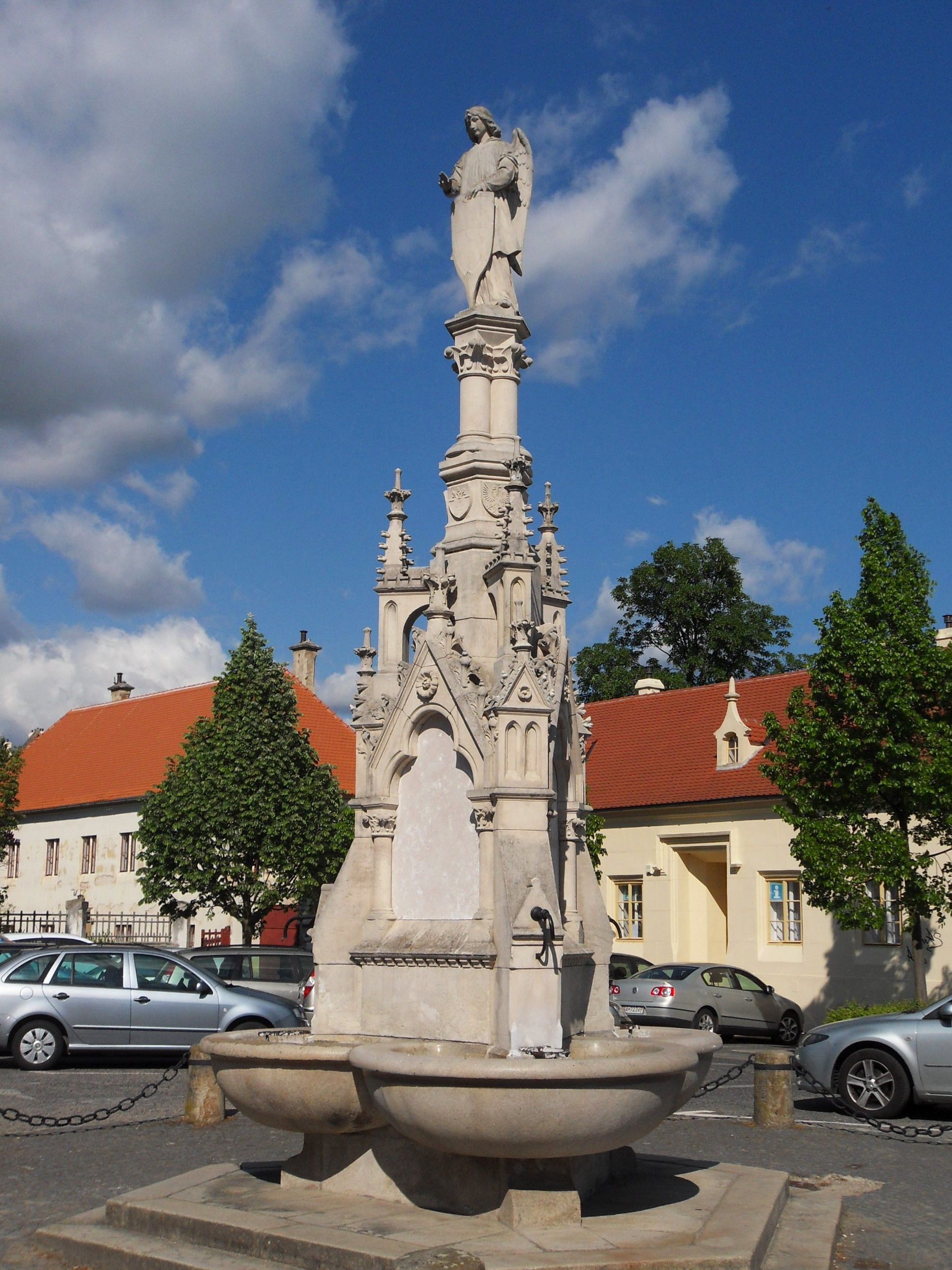
Jubiläumsbrunnen am Marktplatz

## Geographie
Die Nachbarorte sind im Süden Valtice (Feldsberg), im Norden Bulhary (Pulgram) und im Nordosten Podivín (Kostel).

## Geschichte
Im Laufe der Jahrhunderte änderte sich der Name öfters. So sprach man von „Izgruobi“, „Eysgruob“, „Aysgrueb“ und „Eysgrueb“. Zwar erhielt Eisgrub bereits 1286 das Recht, einen Wochenmarkt abzuhalten, eine wirkliche Marktgemeinde wurde der Ort aber erst gegen Ende des 16. Jahrhunderts. Im Jahre 1426 wurde die Kirche von den Hussiten niedergebrannt. Erst um 1500 wird wieder ein Pfarrer im Ort erwähnt.
In der Mitte des 16. Jahrhunderts übernahmen die Böhmischen Brüder die Pfarre, so dass der Ort den evangelischen Glauben annahm. Im Jahre 1601 wurde durch den Besitzer der Herrschaft, Karl von Liechtenstein, der katholische Glaube wieder eingeführt. In dieser Zeit wurden Kroaten in der Gegend angesiedelt. Diese flohen einige Jahre später vor einem Einfall der Türken um 1600. Eisgrub war bis zur Enteignung 1945 ein Hauptsitz der Hauptlinie des Hauses Liechtenstein. Dieses errichtete in Eisgrub ein prachtvolles Schloss im Stil der Tudorgotik.
Gegen Ende des Dreißigjährigen Krieges mussten die Einwohner von Eisgrub von 1645 bis 1646 eine schwedische Besatzung erdulden. Nach dem Krieg waren 86 Häuser im Ort zerstört. Später litt der Ort unter der Pest und Türkeneinfällen. Matriken werden seit 1688, Grundbücher werden seit 1567 geführt. Im 18. Jahrhundert entwickelte sich im Dorf eine kleine jüdische Gemeinde.
Während des Deutsch-Österreichischen Krieges 1866, wurde Eisgrub von preußischen Truppen besetzt. Im 19. Jahrhundert baute Fürst Johann II. von Liechtenstein ein neues Rathaus, eine Schule und eine 7 km lange Wasserleitung. Im Jahre 1884 wurde die Freiwillige Feuerwehr Eisgrub gegründet. Eine Lokalbahn von Eisgrub nach Lundenburg verband den Ort und die Güter der Herrschaft mit den Hauptbahnstrecken. Um 1900 wurde ein Frauenspital von den Barmherzigen Schwestern vom Orden des hl. Vinzenz von Paul errichtet. Das Haus Liechtenstein ließ auch ein Armenhaus im Jahre 1905 erbauen. Bei Grabungen im Schlosspark wurden römische Münzen aus dem 2. Jahrhundert entdeckt. Große Teile der Bevölkerung lebten von der Landwirtschaft. Der Weinbau selbst nahm über die Jahrhunderte im Gemeindegebiet ab, stattdessen trat der Weinhandel in Eisgrub bald in den Vordergrund. So gab es im Ort vier Jahrmärkte und einen Wochenmarkt. Die Jahrmärkte waren immer am Montag nach Dreikönig (6. Januar), am vierten Sonntag nach Ostern, an Ägydius (1. September) und am ersten Adventssonntag. Der Wochenmarkt wurde immer mittwochs abgehalten. Des Weiteren gab es neben einem florierenden Kleingewerbe ein Sägewerk, eine Konservenfabrik, eine Zementwarenerzeugung, eine Tonwarenfabrik, eine Ziegelei und ein Taxiunternehmen.
Nach dem Ersten Weltkrieg wurde Eisgrub, dessen Bewohner im Jahre 1910 zu 92 % deutschsprachig waren, zum Bestandteil der neuen Tschechoslowakischen Republik. In der Zwischenkriegszeit kam es durch neue Siedler und neu ernannte Beamte zu einem vermehrten Zuzug von Personen tschechischer Nationalität. Während der Bodenreform, ab 1924, wurden ungefähr 2/3 des fürstlichen Besitzes enteignet und großteils an tschechische Siedler übergeben. Die Elektrifizierung des Ortes erfolgte im Jahre 1924. Im Jahre 1931 wurde im Ort ein Kanalsystem erbaut. Die wachsenden Autonomiebestrebungen der Deutschen führten zu Spannungen innerhalb des Landes und im Weiteren zum Münchner Abkommen, das die Abtretung der sudetendeutschen Gebiete an Deutschland erzwang. Am 8. Oktober 1938 rückten deutsche Truppen im Ort ein. Eisgrub gehörte bis 1945 zum Reichsgau Niederdonau.
Im Frühjahr des Jahres 1945 wurden um Eisgrub Straßensperren, Schützengräben und Panzerfallen errichtet. Am 14. April wurde eine Zwangsevakuierung befohlen. So verließen einen Tag später bis zu 700 Personen den Ort. Die meisten Geflohenen kehrten im Mai 1945 wieder nach Eisgrub zurück. Im Zweiten Weltkrieg starben 141 Ortsbewohner. Nach Kriegsende wurden die 1939 an Deutschland übertragenen Territorien, also auch Eisgrub, wieder der Tschechoslowakei zugeordnet. Am 19. Mai 1945 wurden rund 400 Personen über die österreichische Grenze vertrieben. Dabei kam es zu Toten unter der Zivilbevölkerung. Bis auf drei Personen wurden die restlichen 474 deutschen Ortsbewohner zwischen 15. März und 3. Oktober 1946 in zehn organisierten Transporten über Nikolsburg nach Westdeutschland ausgesiedelt.
1966 wurde Nejdek eingemeindet.

## Gemeindegliederung
Die Gemeinde Lednice besteht aus den Ortsteilen Lednice und Nejdek (Neudek), die zugleich Katastralbezirke bilden.

## Siegel und Wappen
Ein Siegel findet sich erst für das Jahr 1614 bzw. 1629. Die Größe des Siegels änderte sich bis 1918 dreimal, doch blieb das Siegelbild gleich. Es zeigte in einem dichten Blätterkranz ein geteiltes ovales Schild. Blasonierung: In dessen oberer Hälfte wachsen drei beblätterte Eichenzweige mit je einer Eichel, in der unteren Schildhälfte findet sich ein geschachter Pfahl.
Obwohl eine förmliche Wappenverleihung nicht stattgefunden hat – eine für 1614 vermutete Verleihung ist nicht nachweisbar – bringt die heraldische Fachliteratur aus dem 19./20. Jahrhundert den Schild aus dem Siegel als Marktwappen. Ungenau sind Deutung und Farbangaben: während einmal der Pfahl als aus gemauerten Ziegeln bestehendes Bauwerk gedeutet wird und in der oberen Schildhälfte sieben silberne Eicheln (drei große zwischen vier kleineren) erwähnt werden, bringt ein anderes Wappenbuch den Pfahl schwarzgolden geschacht im roten Feld.

## Bevölkerung
| Volkszählung                                                                   | Häuser | Einwohner insgesamt | Volkszugehörigkeit der Einwohner | Volkszugehörigkeit der Einwohner | Volkszugehörigkeit der Einwohner |
| Jahr                                                                           | Häuser | Einwohner insgesamt | Deutsche                         | Tschechen                        | andere                           |
| ------------------------------------------------------------------------------ | ------ | ------------------- | -------------------------------- | -------------------------------- | -------------------------------- |
| 1793                                                                           | 267    | 1.648               |                                  |                                  |                                  |
| 1836                                                                           | 306    | 1.954               |                                  |                                  |                                  |
| 1869                                                                           | 372    | 2.061               |                                  |                                  |                                  |
| 1880                                                                           | 351    | 2.387               | 2.182                            | 158                              | 47                               |
| 1890                                                                           | 369    | 2.280               | 2.072                            | 176                              | 32                               |
| 1900                                                                           | 386    | 2.377               | 2.246                            | 99                               | 32                               |
| 1910                                                                           | 410    | 2.395               | 2.204                            | 168                              | 23                               |
| 1921                                                                           | 439    | 2.501               | 1.828                            | 522                              | 134                              |
| 1930                                                                           | 490    | 2.441               | 1.704                            | 628                              | 109                              |
| 1939                                                                           |        | 2.103               |                                  |                                  |                                  |
| Quelle: 1793, 1836, 1850 aus: Frodl, Blaschka: Südmähren von A bis Z           |        |                     |                                  |                                  |                                  |
| Sonstige: Historický místopis Moravy a Slezska v letech 1848–1960, sv. 9. 1984 |        |                     |                                  |                                  |                                  |

## Verkehr und Wirtschaft
Von der Stadt Břeclav führt eine Eisenbahnstrecke nach Lednice. Siehe Bahnstrecke Boří les–Lednice.
In Lednice ist seit 1985 die Fakultät für Garten- und Landschaftsbau der Mendel-Universität für Land- und Forstwirtschaft Brünn mit über 1.100 Studenten angesiedelt.

## Sehenswürdigkeiten

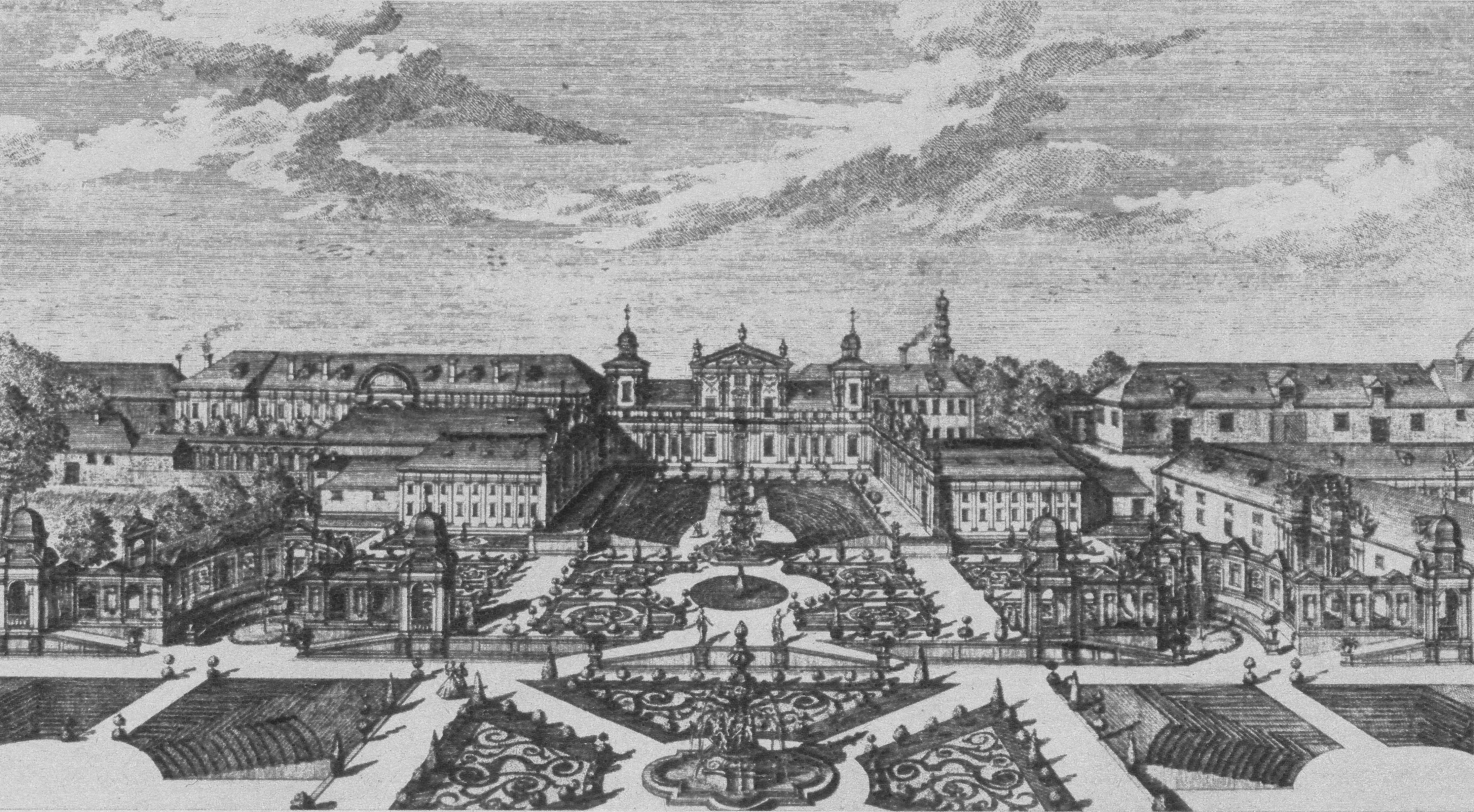
Das Schloss nach einem Stich von Johann Adam Delsenbach 1848

- Schloss Lednice (Zámek Lednice, Umbau in den Stil der Neugotik (Tudor-Gotik) 1846 bis 1858)
- Schlosskirche des hl. Jakob des Älteren (neugebaut 1856)
- Kapelle zur hl. Dreifaltigkeit (1740)
- Kriegerdenkmal (1924)
- Jagdschlösschen (Lovecký zámeček, 1806)
- Johannesburg (auch Johannsburg oder Hansenburg, Janův hrad, 1807–1810)
- Apollo-Tempel (Appolonův chrám, 1817–1819)
- Grenzschloss (Hraniční zámeček, 1816–1827)
- Teichschloss (Rybniční zámeček, 1814–1816)
- Jubiläumsbrunnen (1898) von Karl Weinbrenner und Ferdinand Hartinger

## Sagen aus dem Ort
Unter den deutschen Ortsbewohnern gab es eine Vielzahl von Sagen:
- Georg Birt – der Meister von Eisgrub.
- Der flinke Meister.
- Der Schwarze Reiter.[14]
- Die Herkunft der Liechtensteins.[15]
- Das Ritterspiel.[16]

## Söhne und Töchter der Gemeinde
- Johann II., Fürst von Liechtenstein
- Andreas Lach (1817–1882), Blumen- und Stilllebenmaler
- Carl Maria Thuma, akademischer Maler
- Eduard Reichel (1879–1939), Schriftsteller
- Anton Schultes, Heimatforscher und Dichter
- Wolfgang Thuma, Maler
- Albert Esch (1883–1954); österreichischer Gartenarchitekt
- Franz Lubik (1893–1987), Heimatforscher
- Hans Recht (1903–1987), Dichter, Heimatforscher und Träger des Josef-Freising-Preises.
- Alfred Vogel (* 1926). In Eisgrub geboren. Aufgewachsen in Pulgram. Pädagoge. Heimatforscher. Träger des Bundesverdienstkreuzes und Josef-Freising-Preises.
- Walter Lauche (1939–2010), Maler und Grafiker

## Belege
1. ↑  uir.cz
2. ↑  Český statistický úřad – Die Einwohnerzahlen der tschechischen Gemeinden vom 1. Januar 2023 (PDF; 602 kB)
3. ↑  Onlinesuche über das Landesarchiv Brünn: Acta Publica Registrierungspflichtige Online-Recherche in den historischen Matriken des Mährischen Landesarchivs Brünn (CZ, dt). Abgerufen am 24. März 2011.
4. ↑  Hugo Gold: Gedenkbuch der untergegangenen Judengemeinden Mährens. S. 48.
5. ↑  Hans Freising, Wilfried Fiedler: Beiträge zur Vor- und Frühgeschichte Mährens. S. 47.
6. ↑  Johann Wolfgang Brügel: Tschechen und Deutsche 1918–1938. München 1967.
7. ↑  Walfried Blaschka, Gerald Frodl: Der Kreis Nikolsburg von A bis Z. 2006, S. 71.
8. ↑  Walfried Blaschka, Gerald Frodl: Der Kreis Nikolsburg von A bis Z. Südmährischer Landschaftsrat, Geislingen an der Steige, 2006, S. 216.
9. ↑  Archiv Mikulov: Odsun Nĕmců – transport odeslaný dne 20. kvĕtna (1946).
10. ↑  Ludislava Šuláková: Die Problematik des Abschubs der Deutschen in den Akten des Städtischen Volksausschusses (MNV) und des Bezirks-Volksausschusses (ONV) Nikolsburg. Südmährisches Jahrbuch 2001, ISSN 0562-5262, S. 45 f.
11. ↑  uir.cz
12. ↑  uir.cz
13. ↑  Liechtenstein-Archiv Wien/Vaduz (1244 u. a.); Codex diplomaticus et epistolaris regni Bohemiae II/237, IV/56; Codex diplomaticus et epistolaris Moraviae II/137, VI/438; Codex diplomaticus et epistolaris regni Bohemiae I//10, IV/78, VI/28, 114, 324, XI/283, 473; Statní oblastní archiv, Brno D/928, D7/161, G10/1066-124, G/125/1116; Bezirksarchiv Lundenburg (Bestand Eisgrub).
14. ↑  Adalbert Oberleitner, Josef Matzura: Südmährische Sagen aus den Pollauer Bergen. A. Bartosch, Nikolsburg 1921, S. 103 f.
15. ↑  Oberleitner/Matzura: Südmährische Sagen. 1921, S. 116 f.
16. ↑  Oberleitner/Matzura: Südmährische Sagen. 1921, S. 158 f.